# Колыхаев, Игорь Викторович
Игорь Викторович Колыхаев (укр. Ігор Вікторович Колихаєв; род. 8 мая 1971, Херсон) — украинский политик и предприниматель. Городской голова Херсона (с 2020 года). Народный депутат Украины IX созыва (2019—2020). Депутат Херсонского областного совета (2015—2019). Являлся членом партии Блок Петра Порошенко «Солидарность». С 2021 года — председатель собственной партии «Нам здесь жить». Президент футзального клуба «Продэксим». Почётный гражданин города Берислав.

## Биография
Родился 8 мая 1971 года в Херсоне. Мать работала продавщицей в магазине, отец — токарем на производстве. Выпускник школы № 30 города Херсон.
Окончил радиотехнический факультет Военно-морского института радиоэлектроники имени А. С. Попова в Санкт-Петербурге по специальности «гидроакустические средства», получив квалификацию «инженера электронной техники». Позже, окончил Украино-американский университет Конкордия.
В 1995 году вернулся в Херсон, где занялся предпринимательской деятельностью. С 1995 по 1998 год руководил компанией «Продторг-сервис», занимавшейся поставками нефтепродуктов. С 1999 по 2000 год являлся коммерческим директором предприятия розничной торговлей «Вика и К». В 2000 году стал директором агропромышленного предприятия «Торговый дом „Продексим“», а в 2013 году — Украинской продовольственной корпорации. По собственным словам, свой первый миллион заработал в 37 лет.

### Политическая деятельность

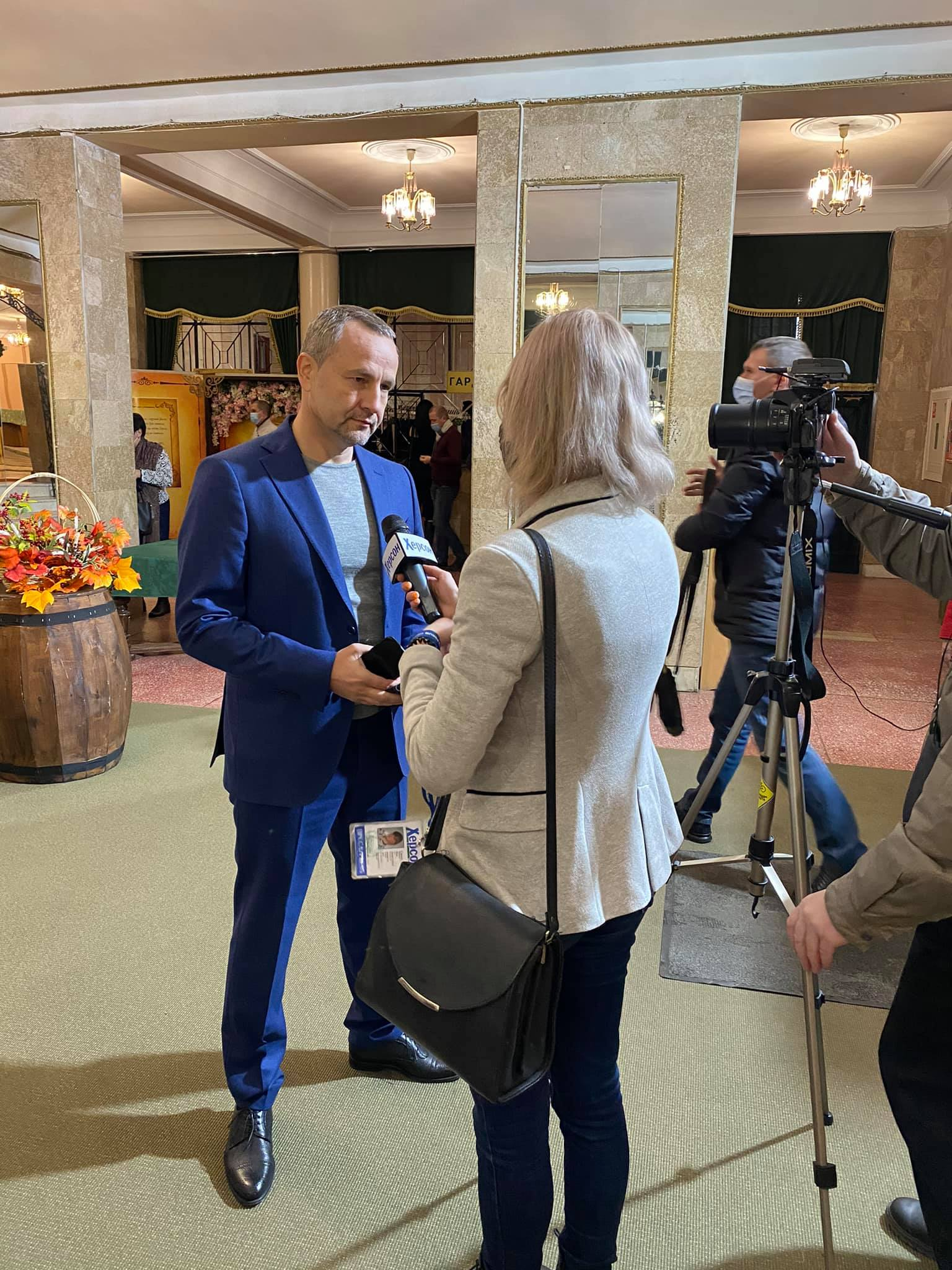
Колыхаев даёт интервью, 2021 год

На местных выборах 2015 года стал депутатом Херсонского областного совета от Блока Петра Порошенко «Солидарность». Являлся членом комиссии по вопросам земельных отношений и экологии.
В 2019 году как беспартийный самовыдвиженец победил на округе 184 в Херсонской области и стал народным депутатом Украины IX созыва. Колыхаев оказался единственным представителем Херсонской области в Верховной раде, избиравшимся не от партии «Слуга народа». В парламенте вошёл в депутатскую группы «За будущее». Является заместителем председателя комитета по вопросам аграрной и земельной политики.

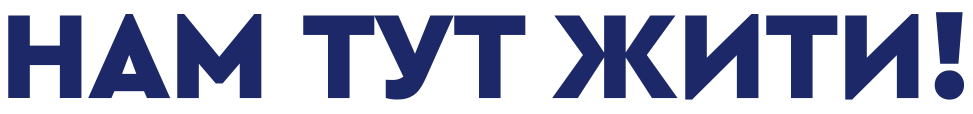
Логотип партии «Нам тут жить»

Накануне местных выборов 2020 года организовал партию «Нам тут жить» (ранее — «Всеукраинское объединение „Возрождение Украины“». Партия сформировала депутатские группы в Херсонском областном совете (5 депутатов) и Херсонском городском совете (4 депутата). Сам Колыхаев выдвинул свою кандидатуру на должность главы Херсона. В первом туре политик занял первое место, набрав 30,75 % голосов избирателей. Во втором туре его соперником стал Владимир Сальдо, ранее трижды становившийся мэром города. Накануне второго тура Колыхаева поддержали руководитель областной организации партии «Слуга народа» Юрий Соболевский и заместитель главы Херсонской ОГА Александр Самойленко. По итогам второго тура Колыхаев был избран мэром Херсона, получив поддержку 63,59 % избирателей.
Накануне довыборов 31 октября 2021 года в украинский парламент по 184 округу (Херсон) Колыхаев поддержал лидера партии «Нам тут жить» Геннадия Лагуту. Тем не менее за неделю до голосования Колыхаев по данным организации «Чесно» достиг договорённости с Офисом президента Украины по которому Лагута был назначен председателем Херсонской облгосадминистрации, а в замен Лагута уступил на выборах представителю провластной партии «Слуга народа» — экс-руководителю Херсонской ОГА Сергею Козырю. После назначения Лагуты председателем Херсонской ОГА он сложил с себя полномочия главы партии «Нам тут жить», а новым руководителем политической силы был избран Колыхаев.
В марте 2022 года после начала оккупации Херсона российскими войсками в результате вторжения России на Украину Колыхаев заявил о том, что он остаётся в городе, однако отказывается сотрудничать с оккупационными властями. Председатель Херсонской ОГА Геннадий Лагута, покинувший город, назвал такое решение Колыхаева неправильным. 28 июня 2022 года Колыхаев был задержан российскими военными.

### Общественная деятельность
В 2006 году основал и возглавил футзальный клуб «Продэксим» из Херсона. Является руководителем херсонской общественной организация инвалидов «Инваспорт СК Херсон». В 2016 году основал «Благотворительный фонд Игоря Колыхаева».
В ноябре 2019 года стал главой Федерации футбола Крыма, действующей на территории материковой Украины.

## Награды и звания
- Почётный гражданин города Берислав (2019)[20]
- Орден «За мужество» ІІІ степени (6 марта 2022) — за особый личный вклад в защиту государственного суверенитета и территориальной целостности Украины, мужество и самоотверженные действия, проявленные за время организации обороны населённых пунктов от российских агрессоров[21].